# André Louis Lefebvre de Laboulaye

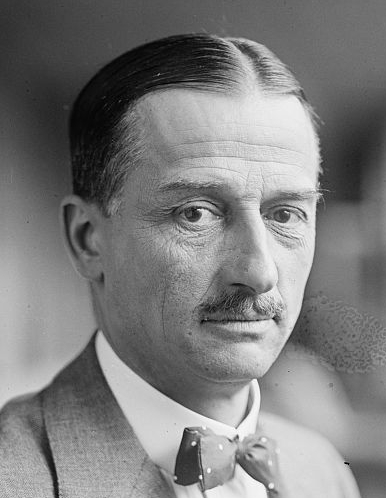
André Lefebvre de Laboulaye

André Louis Lefebvre de Laboulaye (* 22. Januar 1876 in Paris; † 17. August 1966 ebenda) war ein französischer Botschafter.
André Louis Lefebvre de Laboulaye war Legationssekretär an der französischen Botschaft am Heiligen Stuhl und anschließend in Bukarest. Von 1920 bis 1928 war er Botschaftsrat an der französischen Botschaft unter Pierre de Margerie in Berlin. Von 1928 bis 1933 war er Botschaftsrat an der französischen Botschaft im Moskau der stalinistischen Sowjetunion. Während der Regierung Albert Lebruns war er von 1933 bis 1937 Botschafter an der französischen Botschaft in Washington, D.C. in den von Franklin D. Roosevelt regierten Vereinigten Staaten. Anschließend leitete er die Europaabteilung im französischen Ministerium für Auswärtige Angelegenheiten (Ministère des Affaires étrangères).